# Meridià 154 a l'oest
El meridià 154 a l'oest de Greenwich és una línia de longitud que s'estén des del pol Nord travessant l'oceà Àrtic, Amèrica del Nord, l'oceà Pacífic, Oceania, l'oceà Antàrtic, i l'Antàrtida fins al pol Sud.
El meridià 154 a l'oest forma un cercle màxim amb el meridià 26 a l'est. Com tots els altres meridians, la seva longitud correspon a una semicircumferència terrestre, uns 20.003,932 km. Al nivell de l'Equador, és a una distància del meridià de Greenwich de 17.142 km.

## De Pol a Pol
Començant en el pol Nord i dirigint-se cap al pol Sud, aquest meridià travessa:
| Coordenades                               | País, territori o mar | Notes                                                                                                   |
| ----------------------------------------- | --------------------- | --- |
| 90° 0′ N, 154° 0′ O / 90.000°N,154.000°O  | Oceà Àrtic            | |
| 71° 45′ N, 154° 0′ O / 71.750°N,154.000°O | Mar de Beaufort       | |
| 70° 50′ N, 154° 0′ O / 70.833°N,154.000°O | Estats Units          | Alaska                                                                                                  |
| 59° 21′ N, 154° 0′ O / 59.350°N,154.000°O | Badia de Kamishak     | |
| 59° 4′ N, 154° 0′ O / 59.067°N,154.000°O  | Estats Units          | Alaska                                                                                                  |
| 58° 29′ N, 154° 0′ O / 58.483°N,154.000°O | Estret de Shelikof    | |
| 57° 39′ N, 154° 0′ O / 57.650°N,154.000°O | Estats Units          | Alaska — illa Kodiak                                                                                    |
| 56° 44′ N, 154° 0′ O / 56.733°N,154.000°O | Oceà Pacífic          | |
| 56° 33′ N, 154° 0′ O / 56.550°N,154.000°O | Estats Units          | Alaska — illa Sitkinak                                                                                  |
| 56° 30′ N, 154° 0′ O / 56.500°N,154.000°O | Oceà Pacífic          | Passa a l'oest de l'illa de Maupihaa, Polinèsia Francesa (a 16° 48′ S, 153° 39′ O / 16.800°S,153.650°O) |
| 60° 0′ S, 154° 0′ O / 60.000°S,154.000°O  | Oceà Antàrtic         | |
| 77° 7′ S, 154° 0′ O / 77.117°S,154.000°O  | Antàrtida             | Dependència de Ross, reclamat per Nova Zelanda                                                          |